# الدوري البلجيكي الدرجة الأولى 1898–99
موسم 1898–99 من الدوري البلجيكي الدرجة الأولى (الاسم الأصلي: Division 1 1898–99)، هو الموسم الرابع من أعلى بطولة دوري بلجيكية. انتهى بفوز كلوب لييج باللقب للمرة الثالثة والثانية على التوالي.

## مقدمة
لعب الدوري على مجموعتين حيث يلتقي متصدرا المجموعتين في مباراتي ذهاب وعودة لتحديد البطل.

## جدول الترتيب

### المجموعة الأولى
| الترتيب | الفريق                          | ل | ف | ت | خ | له | عليه | ن  | +/- | ملاحظات                  |
| ------- | ------------------------------- | - | - | - | - | -- | ---- | -- | --- | ------------------------ |
| 1       | كلوب لييج                       | 8 | 8 | 0 | 0 | 31 | 5    | 16 | +26 | تأهل لمواجهة تحديد اللقب |
| 2       | ريسينغ كلوب دي بروكسل           | 8 | 4 | 0 | 4 | 30 | 22   | 8  | +8  |                          |
| 3       | ليوبولد كلوب دي بروكسل          | 8 | 3 | 1 | 4 | 23 | 21   | 7  | +2  |                          |
| 4       | أتليتيك أند رننغ كلوب دي بروكسل | 7 | 2 | 1 | 4 | 11 | 28   | 5  | -17 |                          |
| 5       | أنتويرب كلوب                    | 7 | 1 | 0 | 6 | 5  | 24   | 2  | -19 |                          |

### المجموعة الثانية
| الترتيب | الفريق             | ل                           | ف                           | ت                           | خ                           | له                          | عليه                        | ن                           | +/-                         | ملاحظات                  |
| ------- | ------------------ | --------------------------- | --------------------------- | --------------------------- | --------------------------- | --------------------------- | --------------------------- | --------------------------- | --------------------------- | ------------------------ |
| 1       | كلوب بروج          | النتائج غير معروفة حتى الآن | النتائج غير معروفة حتى الآن | النتائج غير معروفة حتى الآن | النتائج غير معروفة حتى الآن | النتائج غير معروفة حتى الآن | النتائج غير معروفة حتى الآن | النتائج غير معروفة حتى الآن | النتائج غير معروفة حتى الآن | تأهل لمواجهة تحديد اللقب |
| 2       | سيركل سبورتيف بروج | النتائج غير معروفة حتى الآن | النتائج غير معروفة حتى الآن | النتائج غير معروفة حتى الآن | النتائج غير معروفة حتى الآن | النتائج غير معروفة حتى الآن | النتائج غير معروفة حتى الآن | النتائج غير معروفة حتى الآن | النتائج غير معروفة حتى الآن |                          |
| 3       | ريسينغ كلوب غنت    | النتائج غير معروفة حتى الآن | النتائج غير معروفة حتى الآن | النتائج غير معروفة حتى الآن | النتائج غير معروفة حتى الآن | النتائج غير معروفة حتى الآن | النتائج غير معروفة حتى الآن | النتائج غير معروفة حتى الآن | النتائج غير معروفة حتى الآن |                          |
| 4       | كلوب كورتريك       | النتائج غير معروفة حتى الآن | النتائج غير معروفة حتى الآن | النتائج غير معروفة حتى الآن | النتائج غير معروفة حتى الآن | النتائج غير معروفة حتى الآن | النتائج غير معروفة حتى الآن | النتائج غير معروفة حتى الآن | النتائج غير معروفة حتى الآن |                          |

## تحديد البطل
| الفريق الأول | إجم.  | الفريق الثاني | مباراة الذهاب | مباراة الإياب |
| ------------ | ----- | ------------- | ------------- | ------------- |
| كلوب لييج    | 6 - 3 | كلوب بروج     | 2 - 0         | 4 - 3         |